# オリとくらやみの森
『オリとくらやみの森』（オリとくらやみのもり、原題：Ori and the Blind Forest）は、オーストリアのゲーム開発スタジオMoon Studiosが開発しMicrosoft Studios（現 Xbox Game Studios）よりダウンロード専売ソフトとして発売されたXbox One、Microsoft Windows用アクションゲーム。
後に、新規要素を追加した完全版『Ori and the Blind Forest: Definitive Edition』がXbox One、Microsoft Windows、Nintendo Switch用に発売された。また、2021年2月9日に本作と続編をセットにした「オリ：ザ・コレクション」がXbox One、Xbox Series X/S、Microsoft Windows向けに配信された。

## 概要
強烈な嵐に見舞われ滅亡の淵にあるニブルの森を救うため、精霊の少年オリ（Ori）と森を守護する「精霊樹」の小さな化身・セイン（Sein）が冒険する。物語の中では、かつてオリの命を救い我が子のように育てるも後に絶命したナル（Naru）や、オリの命を執拗に狙い続ける巨鳥クロ（Kuro）のエピソードが随時挿入される。
ゲームは、サイドビューの広大な世界を探索するメトロイドヴァニアの形式で進行する。手書き風のタッチで描かれるグラフィックスや幻想的なキャラクターなどが特徴でBGMにはオーケストラ音源を用いている。
『Ori and the Blind Forest: Definitive Edition』では、新たな物語・エリア・スキルのほか、複数の難易度が追加された。なお、以前のバージョンからのセーブデータの引き継ぎはできない。
本作の続編となる『Ori and the Will of the Wisps』がXbox One、Microsoft Windows用ソフトとして2020年3月11日に発売、同年9月18日にはNintendo Switch版も発売された。

## ゲームシステム
前述のように広大なエリアを探索し、3つの要所「ギンソウ樹」「忘れられた廃墟」「ホルー山」をクリアすることがゲームの目的となる。各所にある「長老樹」などから習得できる後述のスキルを活用することで行動範囲を広げていく。
敵を倒したり各所に配置されているアイテム「能力セル」を入手したりすると精霊の光（経験値）が増加し、一定数が溜まるごとにメニュー画面の「能力ツリー」から能力を追加することができる。能力は、攻撃強化系、探索補助系、アクション補助系の3種類に大別される。
ゲームのセーブは、特定箇所のセーブポイントのほかに、「エナジー」のステータスの消費により任意の地点で行うこともできる。

## スキル
精霊の炎
セインが周囲の敵を追尾し攻撃する。能力ツリーの進行により与ダメージや同時に攻撃できる敵の数が増加する。
壁面ジャンプ
壁に向かってジャンプし続けると駆け上がることができる。
チャージフレイム
力をためた後に広範囲を攻撃する。一部の壁の破壊も可能。
二段ジャンプ
ジャンプ後の空中でもう一度ジャンプできる。能力ツリーの進行により三段ジャンプも可能となる。
打撃
岩などに打撃を加え、指定方向に飛ばす。また、宙づりのランプや敵が発射した弾などに用いるとオリ自身が指定方向と逆方向に飛び出す。
踏みつけ
ジャンプ後に急降下し、敵を攻撃したり脆い床を破壊したりできる。
クロの羽
空中を滑空できる。
登る
壁に掴まって上り下りができるようになる。
チャージジャンプ
力をためた後に大ジャンプする。上方の脆い天井に体当たりすると破壊できる。
ライトバースト
狙いを定めて光の球を発射し、たいまつに明かりをともすことができる。球に打撃スキルを用いることも可能。「Definitive Edition」より追加。
ダッシュ
地上で瞬間的に高速ダッシュができる。能力ツリーの進行により空中での使用も可能となる。「Definitive Edition」より追加。

## 受賞・ノミネート
- Golden Joystick Awards 2015[8]
  - 「Best Audio」受賞
  - 「Xbox Game of the Year」受賞
  - 「Best Original Game」ノミネート
  - 「Best Visual Design」ノミネート
  - 「Ultimate Game of the Year」ノミネート
- The Game Awards 2015（英語版）[9]
  - 「Best Art Direction」受賞
  - 「Best Independent Game」ノミネート
  - 「Best Score/Soundtrack」ノミネート
  - 「Best Action/Adventure Game」ノミネート
- 2016 D.I.C.E. Awards[10]
  - 「Outstanding Achievement in Animation」受賞
  - 「Outstanding Achievement in Art Direction」受賞
  - 「Outstanding Achievement in Original Music Composition」受賞
  - 「Game of the Year」ノミネート
  - 「Adventure Game of the Year」ノミネート
  - 「Outstanding Achievement in Sound Design」ノミネート
- NAVGTR（英語版） Awards 2015[11]
  - 「Game, Original Adventure」受賞
  - 「Art Direction, Fantasy」ノミネート
  - 「Control Precision」ノミネート
- 第12回英国アカデミー賞ゲーム部門（英語版）[12]
  - 「Artistic Achievement」受賞
  - 「Music」ノミネート
  - 「Debut Game」ノミネート
  - 「Original Property」ノミネート